# 蔣瑜
蔣瑜（15世紀—16世紀），字純卿，號貳峰，浙江金華府東陽縣人，明朝政治人物。

## 生平
嘉靖元年（1522年）蔣瑜中式壬午科浙江鄉試舉人，嘉靖五年（1526年）成進士，獲授鄱陽知縣，當時正值水災決堤，衝擊田禾，他就築堤連綿數百丈，人稱為「蔣公堤」。嘉靖十一年（1532年）陞任福建道監察御史，巡按湖廣，有數百人逃獄斬關而出，他用計一日就抓獲，其後又在荒年上奏免一半田租，人民彈冠相慶。後謫濮州判官，累升南阳府通判。

## 引用
1. 1 2  道光《東陽縣志·卷十七·人物志五》：蔣瑜 字純卿，嘉靖丙戌進士，授鄱陽令，值巨浸衝決田禾，瑜為築堤袤延數百餘丈，人稱「蔣公堤」；後以御史巡按楚中，有叛獄數百人斬關而出，瑜授計一夕悉擒，又以歲歉收奏免田租之半，民祝賀焉。 〔康熙府志〕
2. ↑  道光《東陽縣志·卷十三·人物志一》：舉人……嘉靖元年壬午 蔣瑜 丙戌進士
3. ↑  《明世宗肅皇帝實錄·卷一百三十八》：（嘉靖十一年五月）癸丑選授太常寺博士王昺、行人周汝員、馮震、蔡靉、柯喬、宋茂熙、白賁、曾守約、李實、楊爵、李鳳、張子立、楊春芳、知縣沈一定、王橋、鄒堯臣、蔣瑜俱試御史理刑，昺、一定河南道，汝員、靉浙江道，震、喬貴州道，茂熙雲南道，賁廣西道，守約江西道，實、橋、堯臣陜西道，爵山東道，鳳、子立湖廣道，春芳、瑜福建道。